# 이노신 일인산
이노신 일인산(영어: inosine monophosphate, IMP) 또는 이노신산(영어: inosinic acid)은 뉴클레오사이드 일인산의 한 종류이다. 이노신 일인산은 향미 증진제로 널리 사용되며, 일반적으로 닭의 부산물 또는 다른-육류 가공의 부산물로부터 얻는다. 이노신 일인산은 물질대사에서 중요하다. 이노신 일인산은 하이포잔틴의 리보뉴클레오타이드이고, 퓨린 뉴클레오타이드 합성 과정에서 첫 번째로 생성되는 뉴클레오타이드이다. 이노신 일인산은 아데노신 일인산의 탈아미노화에 의해 생성되고, 이노신으로 가수분해된다. 이노신 일인산은 퓨린 대사에서 생성되는 리보뉴클레오사이드 일인산 대사 중간생성물이다. 맥주효모균의 YJR069C 유전자에 의해 발현되며 (d)ITPase 와 (d)XTPase 효소 활성을 가지고 있는 디옥시리보뉴클레오사이드 삼인산 피로포스포하이드롤레이스는 이노신 삼인산(ITP)을 이노신 일인산(IMP)과 피로인산(PPi)으로 가수분해한다.
이노신 일인산의 중요한 유도체로는 핵산에서 발견되는 퓨린 뉴클레오타이드 및 아데노신 삼인산 등이 있으며, 이들은 근육 및 다른 조직에서 화학 에너지를 저장하는데 사용된다.
식품 산업에서 이노신산 및 이노신산 이나트륨과 같은 이노신산의 염들은 향미 증진제로 사용된다. 이노신산의 E 번호는 E630이다.

## 이노신 일인산의 합성
이노신 일인산의 합성은 포스포리보실 피로인산(PRPP)에서부터 시작되며, 복잡한 과정이다. 첫 번째 단계에서 글루타민에 의해 제공되는 아미노기는 포스포리보실 피로인산의 1번 탄소에 부착된다. 이 과정에서 생성되는 분자인 포스포리보실아민은 매우 불안정하며, 생리적 pH에서 반감기가 30초이다. 포스포리보실아민은 글리신과 결합하여 글리신아마이드 리보뉴클레오타이드(GAR)를 형성한다. 이어서, 테트라하이드로폴산으로부터 폼일기가 글리신아마이드 리보뉴클레오타이드로 전달되어 폼일글리신아마이드 리보뉴클레오타이드(FGAR)를 형성한다.

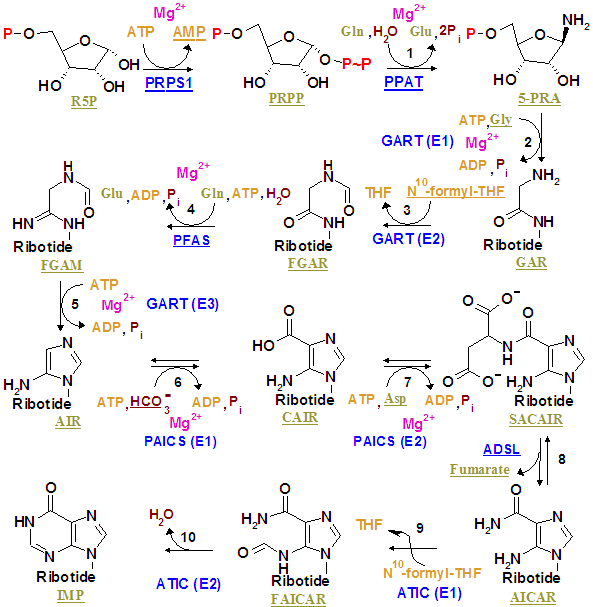
이노신 일인산의 합성 경로

글루타민의 질소 원자는 ATP를 사용하는 반응을 통해 폼일글리신아마이드 리보뉴클레오타이드로 전달되어 폼일글리신아미딘 리보뉴클레오타이드(FGAM)를 형성한다. 다음 반응에서 ATP를 사용해서 이미다졸 고리를 형성하게 되어 5-아미노이미다졸 리보뉴클레오타이드(AIR)를 생성한다.
다음 반응은 ATP를 사용하여 카복시아미노이미다졸 리보뉴클레오타이드(CAIR)를 생성하기 위해 중탄산염을 첨가하는 것이다(이 반응은 균류와 세균에서만 일어난다. 고등 진핵생물은 단순히 CO2를 첨가하여 카복시아미노이미다졸 리보뉴클레오타이드를 생성한다). 그런 다음, 카복시아미노이미다졸 리보뉴클레오타이드의 이미다졸 고리 부분의 카복시기에 ATP를 사용하여 아스파르트산을 첨가해서 N-석시닐-5-아미노이미다졸-4-카복사마이드 리보뉴클레오타이드(SAICAR)를 형성한다.
이러한 과정들을 통해 글리신, 폼산, 중탄산염, 글루타민, 아스파르트산을 사용하여 퓨린 고리를 합성하기 위해 거의 모든 필요한 원자들을 포함하는 대사 중간생성물이 만들어진다. N-석시닐-5-아미노이미다졸-4-카복사마이드 리보뉴클레오타이드에서 푸마르산이 제거되어 5-아미노이미다졸-4-카복사마이드 리보뉴클레오타이드(AICAR)를 형성하고, 테트라하이드로폴산으로부터 폼일기가 5-아미노이미다졸-4-카복사마이드 리보뉴클레오타이드로 전달되어 N-폼일아미노이미다졸-4-카복사마이드 리보뉴클레오타이드(FAICAR)을 형성한다. N-폼일아미노이미다졸-4-카복사마이드 리보뉴클레오타이드는 탈수 반응으로 1분자의 H2O가 빠져나가면서 퓨린 고리를 완성하여 이노신 일인산(IMP)을 생성하게 된다. 이노신 일인산은 퓨린 뉴클레오타이드 합성 경로에서 완전한 퓨린 고리를 가지고 있는 첫 번째 대사 중간생성물이다.
이노신 일인산의 합성에 참여하는 효소들은 세포에서 다효소 복합체(multienzyme complex)를 구성하고 있다. 다기능 효소(multifunctional enzyme)가 있다는 증거가 있으며, 이들 중 일부는 대사 경로에서 비순차적 단계들을 촉매한다.

## IMP로부터 AMP와 GMP의 생합성
아데노신 일인산(AMP)와 구아노신 일인산(GMP)는 이노신 일인산(IMP)로부터 생성된다. AMP와 GMP는 둘 다 RNA를 구성하는 뉴클레오타이드이다. IMP의 퓨린 고리의 6번 탄소의 카보닐기가 아미노기로 치환되면 AMP가 생성된다. AMP와 IMP 사이의 상호전환은 퓨린 뉴클레오타이드 회로의 일부로 일어난다. IMP가 산화되면 잔토신 일인산(XMP)가 생성되고, 글루타민의 아미노기가 XMP의 퓨린 고리의 2번 탄소의 카보닐기를 치환하면 GMP가 생성된다. IMP의 산화 과정에서 전자수용체는 NAD+이다. XMP가 GMP로 전환되는 반응에서 ATP를 소비함으로써(ATP가 AMP+PPi로 분해됨) 아미노기로 치환된다. AMP의 합성 과정에서는 GTP가 사용되지만, GMP의 합성 과정에서는 ATP가 사용된다. 이러한 차이는 중요한 조절 가능성을 제공한다.

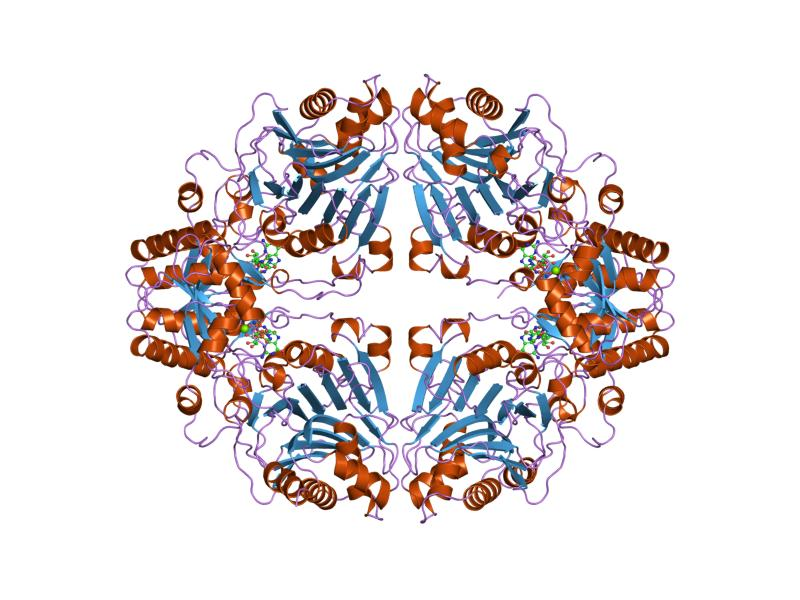
아미도포스포리보실트랜스퍼레이스

## IMP는 퓨린 뉴클레오타이드 생합성의 조절에 관여함
이노신 일인산(IMP) 및 다른 많은 분자들은 5-포스포리보실-1-피로인산(PRPP)을 5-포스포리보실아민으로 전환하는 과정을 촉매하는 효소인 아미도포스포리보실트랜스퍼레이스를 저해한다. 즉, IMP의 양이 많으면 아미도포스포리보실트랜스퍼레이스가 저해되어 결과적으로 IMP의 양이 감소하게 된다. 또한, AMP와 GMP가 생성되지 않으며, AMP와 GMP는 RNA를 구성하는 중요한 뉴클레오타이드이기 때문에 RNA 합성이 제대로 완료될 수 없음을 의미한다.

## 이용
이노신산은 이노신산 이나트륨(E631), 이노신산 이칼륨(E632), 이노신산 칼슘(E633)을 포함한 다양한 염으로 전환될 수 있다. 이들 세 가지 화합물은 감칠맛의 향미 증진제로 사용되며 비교적 효과가 크다. 이들 육류의 향을 강화하고 균형을 잡기 위해 수프, 소스 및 조미료에 주로 사용된다.

## 같이 보기
- 이노신
- 이노신 삼인산 (ITP)
- 싸이오이노신 일인산 (TIMP)
- 포스파티딜이노시톨
- 이케다 기쿠나에
- 감칠맛
- 아지노모토
- 글루탐산
- 글루탐산 이나트륨
- 글루탐산 칼륨
- 이노신산 이나트륨
- 구아노신 일인산 (GMP)
- 아데노신 일인산 (AMP)

## 더 읽을거리
- Berg, Jeremy M.; Bioquímica; Editorial Reverté; 6ena edició; Barcelona 2007.
- Nelson, David L.; Principles of biochemistry; Editorial W.H Freeman and Company; 4th edition; New York 2005.